# Deszczowa piosenka (musical)
Deszczowa piosenka – musical oparty na scenariuszu amerykańskiego filmu Deszczowa piosenka (1952) autorstwa Betty Comden i Adolpha Greena, ze słowami piosenek Arthura Freeda i muzyką Nacio Herba Browna.
Polska prapremiera odbyła się 29 września 2012 roku w Teatrze Muzycznym Roma.

## Obsada

### Teatr Muzyczny Roma
- Don Lockwood – Dariusz Kordek, Tomasz Więcek, Rafał Drozd
- Cosmo Brown – Jan Bzdawka, Paweł Kubat
- Kathy Selden – Ewa Lachowicz, Marta Wiejak
- Lina Lamont – Barbara Kurdej, Malwina Kusior
- Zelda – Monika Rowińska, Małgorzata Regent
- Miss Dinsmore – Katarzyna Walczak, Anna Sztejner
- Dora Bailey – Katarzyna Walczak, Anna Sztejner
- R.F. Simpson – Wojciech Paszkowski, Jakub Szydłowski
- Roscoe Dexter – Robert Rozmus, Paweł Strymiński
- Nauczyciel dykcji – Tomasz Pałasz, Bartek Figurski
- Tenor – Janusz Kruciński, Wojciech Socha
- Rod – Rafał Drozd
- Olga Mara – Anna Sąsiadek

Zespół wokalny: Malwina Kusior, Małgorzata Regent, Anna Sztejner, Marta Wiejak, Paweł Kubat, Wojciech Socha, Paweł Strymiński, Jakub Szydłowski
Zespół taneczny: Anna Andrzejewska, Anna Janikowska, Justyna Ostach, Anna Sąsiadek, Magda Żeberek, Mariusz Bocianowski, Jarosław Derybowski, Patryk Gładyś, Arkadiusz Hezler, Bartłomiej Zaniewicz
Swing wokalny: Agnieszka Mrozińska-Jaszczuk, Maria Juźwin, Krzysztof Bartłomiejczyk, Robert Kampa, Marcin Wortmann
Swing taneczny: Emilia Witowska, Agnieszka Zalas, Maciej Kuchta, Patryk Rybarski

## Utwory
Poniższe utwory znalazły się oficjalnie wydanej płycie z piosenkami z musicalu.
- Uwertura (Overture)
- Ciach go smykiem (Fit As A Fiddle)
- Ty wybiegłaś ze snu (You Stepped Out Of a Dream)
- Całą noc o tobie śnię (All I Do Is Dream Of You)
- Ty ich baw (Make 'Em Laugh)
- Cudna jak sen (Beautiful Girl)
- To jest nagroda gwiazd (You Are My Lucky Star)
- Dla mnie jesteś ty (You Were Meant For Me)
- Mojżesz, czy możesz (Moses Supposes)
- Dzień dobry (Good Morning)
- Deszczowa piosenka (Singin' in the Rain)
- A ty? (Would You?)
- Co ze mną jest? (What's Wrong With Me?)
- Broadway melody
- Finał (Finale)